# Шоромская
Шоромская — деревня в Верхнетоемском районе Архангельской области. Входит в состав сельского поселения «Двинское». С 2006 года по 2014 год входила в состав Тимошинского сельского поселения.

## География
Располагается на правом берегу реки Шоромка, правом притоке Северной Двины. На левом берегу Шоромки, напротив Шоромской, находится деревня Харитоновская. В 13 км южнее районного центра села Верхняя Тойма.

## Население
| 2002 | 2010 |
| ---- | ---- |
| 13   | ↗17  |

## Достопримечательности
В деревне располагалась часовня Успения Пресвятой Богородицы, ныне не сохранившаяся. Дата постройки конец XIX века — начало XX века.
Также в деревне располагается Дом Н.Р. Корнилова с расписным фасадом, построенный в конце XIX века, являющийся памятником градостроительства и архитектуры регионального значения.